# 鸿尾乡
鸿尾乡是中国福建省福州市闽侯县下辖的一个乡。

## 行政区划
鸿尾乡下辖以下地区：
里头村、岩石村、安樟村、南元村、大罕村、溪元村、桥头村、南坑村、大坑村、鸿尾村、大模村、官路村、超墘村、汉头村、奎石村、元口村、南下村、埕头村、青马村和古洋村。